# 3173 McNaught
A 3173 McNaught (ideiglenes jelöléssel 1981 WY) a Naprendszer kisbolygóövében található aszteroida. Edward L. G. Bowell fedezte fel 1981. november 24-én.